# Błędowo (gmina)
Błędowo (od 1950 Płąchawy) – dawna gmina wiejska istniejąca w latach 1934–1949 w woj. pomorskim (dzisiejsze woj. kujawsko-pomorskie). Siedzibą władz gminy było Błędowo.
Gmina zbiorowa Błędowo została utworzona 1 sierpnia 1934 roku w powiecie chełmińskim w woj. pomorskim z dotychczasowych jednostkowych gmin wiejskich: Błędowo, Dąbrówka, Kotnowo, Płąchawy, Wałdowo Szlacheckie, Wieldządz i Wiewiórki (oraz z obszarów dworskich położonych na tych terenach lecz nie wchodzących w skład gmin). 
1 stycznia 1950 roku gmina została zniesiona, po czym z jej obszaru utworzono gminę Płąchawy z siedzibą w Płąchawach.